# R̥̄̀
R̥̄̀ (minuscule : r̥̄̀), appelé R macron accent grave rond souscrit, est une lettre latine utilisée dans la transcription du sanskrit védique.
Il s’agit de la lettre R diacritée d’un macron et d’un accent grave et d’un rond souscrit.

## Utilisation
Dans la romanisation du sanskrit védique, ‹ r̥̄̀ › représente une r̥̄ non élevée (accentuation védique). Dans la romanisation ISO 15919, l’accent grave représente l’accent védique svarita.

## Représentations informatiques
Le R macron accent grave rond souscrit peut être représenté avec les caractères Unicode suivants : 
| formes    | représentations | chaînes de caractères | points de code              | descriptions                                                                                    |
| --------- | --------------- | --------------------- | --------------------------- | ----------------------------------------------------------------------------------------------- |
| majuscule | R̥̄̀               | R◌̥◌̄◌̀                  | U+0052 U+0325 U+0304 U+0300 | lettre majuscule latine r diacritique rond souscrit diacritique macron diacritique accent grave |
| minuscule | r̥̄̀               | r◌̥◌̄◌̀                  | U+0072 U+0325 U+0304 U+0300 | lettre minuscule latine r diacritique rond souscrit diacritique macron diacritique accent grave |

## Sources
- (en) ISO 15919:2001 Information and documentation — Transliteration of Devanagari and related Indic scripts into Latin characters (lire en ligne)